# Langues tirio
Les langues tirio sont une famille de langues papoues parlées en Papouasie-Nouvelle-Guinée, dans la province ouest.

## Classification
Les langues tirio font partie des familles possiblement rattachées, selon Malcolm Ross, à la famille hypothétique des langues de Trans-Nouvelle Guinée. Cet inclusion, proposée par S. Wurm (1975) est rejetée par Haspelmath, Hammarström, Forkel et Bank, sur la base des éléments de comparaison données par Wurm qui sont jugés non pertinents.

## Liste des langues
Les langues tirio sont :
- abom
- langues du noyau tirio
  - baramu
  - bitur
  - makayam
  - were

## Sources
- (en) Malcolm Ross, 2005, Pronouns as a preliminary diagnostic for grouping Papuan languages, dans Andrew Pawley, Robert Attenborough, Robin Hide, Jack Golson (éditeurs) Papuan pasts: cultural, linguistic and biological histories of Papuan-speaking peoples, Canberra, Pacific Linguistics. pp. 15–66.